# Kælan Mikla
Kælan Mikla — исландская постпанк-группа, образованная в Рейкьявике (Исландия) в 2013 году.

## История
Группа дебютировала на фестивале Reykjavik Cultural Festival, где выступила с презентацией поэтических текстов под собственное музыкальное сопровождение. На группу в 2018 году обратил внимание Роберт Смит из The Cure и пригласил их к участию в фестивале Meltdown в Лондоне, который он лично курировал. На этом их взаимодействие не закончилось — позже они будут приглашены на празднование 40-летия The Cure в Гайд-парке и на участие в американском фестивале Pasadena Daydream Festival, который станет отправным пунктом их первого американского тура. Лёйфей Соффия (вокал), Соульвейг Маттхильдюр (синтезаторы, ударные) и Маргрет Роуса (бас-гитара) начинали с достаточно минималистичного постпанковского звука и позднее значительно усложнили мелодику, углубившись в готик-стилистику. В создаваемом ими музыкальном ландшафте угадывается влияние Joy Division, The Cure и Crystal Castles.
В данный момент записано четыре полноформатных альбома.
В июле 2019 года их видео с исполнением песни Kalt преодолело порог в 1 млн просмотров. В связи с этим событием группа решила переиздать свой дебютный альбом, о чём сообщила на своей странице в фейсбуке.

## Дискография
Студийные альбомы
| Год  | Альбом                    |
| ---- | ------------------------- |
| 2016 | Kælan Mikla               |
| 2017 | Mánadans                  |
| 2018 | Nótt Eftir Nótt           |
| 2021 | Undir Köldum Norðurljósum |